# Agron Xiarchos
Agron Xiarchos (Tirana, 1º luglio 1981) è un ex cestista montenegrino di origini albanesi. Giocava come pivot, è alto 212 cm, pesa 112 kg. Il suo nome turco è Agkron Ibezaj. È conosciuto anche come Agi Imbeza.

## Carriera
Cresciuto nella squadra jugoslava del TG Academik, dal 1998-99 al 2004-05 ha militato ininterrottamente nel Peristeri BC, squadra dell'A1 Ethniki greca. Lì ha ottenuto anche la nazionalità ellenica. Dal 2000 al 2005 ha anche giocato in Eurolega.
Nel 2005-06 è passato all'Upea Capo d'Orlando, che ha ottenuto la salvezza nella Serie A italiana. Da gennaio a giugno, ha giocato cinque partite, senza segnare punti.